# Nicole Grasset
Nicole Grasset, née le 18 avril 1927 à Garches (France) et morte le 29 août 2009 est une virologue, microbiologiste, et épidémiologiste. En 1971, elle est nommée cheffe du service d'éradication de la variole pour le Bureau Régional de l'Asie du Sud-Est de l'OMS (SEARO). C'est la seule femme de l'équipe dirigeante mondiale pour l'éradication de la variole.

## Biographie
Fille d'Edmond Grasset, microbiologiste suisse et professeur de médecine à l'Université de Genève, elle est née à Garches, près de Paris. Elle passe les 20 premières années de sa vie en Afrique du Sud.
Après la Seconde Guerre mondiale sa famille déménage en Suisse. Elle y fait des études de médecine et rejoint la Fédération des médecins suisses en tant que dermatologue.
Elle part ensuite étudier à la London School of Hygiene and Tropical Medicine et commence des recherches sur la grippe et la rage à l'Institut Pasteur de Paris. Elle assiste, sans y participer, aux évènements de mai 68, mais avec un esprit ouvert.
Elle rejoint la Croix-Rouge internationale et intervient au Biafra au cours de la guerre civile qui se déroule au Nigeria, ou elle montre ses qualités de dirigeante charismatique . En dépit des problèmes logistiques, elle organise en 1969 des campagnes de vaccination contre la variole et la rougeole.
C'est dans ce cadre qu'elle fait la connaissance, en 1969, de D. A. Henderson, alors directeur de la campagne d'éradication de la variole au sein de l'OMS, et qui la convainc que l'éradication mondiale est possible

### L'éradication de la variole
En 1971, elle est nommée à la tête de la campagne d'éradication de la variole de l'Organisation mondiale de la Santé en Asie du Sud-Est. Elle est chargée de coordonner les travaux effectués par les états du pacifique occidental, de collecter les informations auprès de ces états et de leurs districts. 
Elle se consacre principalement à la situation en Inde et au Népal. Elle gère les équipes internationales et les travailleurs indiens qui ont la responsabilité d'aller à la recherche de cas de variole, et de mettre en place les confinements et les stratégies de vaccination. 
Elle passe plusieurs années en Inde à organiser le programme, à chercher des fonds notamment en jouant un rôle crucial entre les autorités suédoises et le gouvernement indien. Elle n'hésite pas à se rendre dans de petits villages pour découvrir où l'épidémie réapparaissait, et de fournir une aide aux sans-abri et aux mendiants pour qu'ils soient vaccinés.
En 1977, elle fait partie du comité de coordination des pays (Djibouti, Éthiopie, Kenya, Somalie et Soudan)  entourant le dernier foyer mondial de variole. Le dernier cas de variole est signalé en Somalie. La campagne d'éradication de la variole se termine alors de façon définitive, elle est le rapporteur du certificat d'éradication de la république de Djibouti.

### L'après éradication
Lors de sa mission sur l'éradication de la variole, elle travaille notamment avec Larry Brilliant, ce qui l'amène à participer activement au problème de la cécité au Népal dans le cadre d'association humanitaire à but non lucratif, la Fondation Seva. Elle prend alors la responsabilité du programme de l'OMS pour la cécité au Népal, pour lequel elle conçoit un système de surveillance pour la détection précoce des enfants souffrant d'une carence en vitamine A et d'autres conditions menaçant la vie et la vue.
Nicole Grasset a été la seule femme dans l'équipe dirigeante de l'éradication mondiale de la variole. Ses collègues étaient impressionnés par ses qualités d'animatrice, de diplomatie persévérante, et sa volonté de fer à laquelle rien ne semblait impossible. Très estimée, elle a été décrite comme « une mère Thérésa habillée en robe de Dior, sauf qu'il s'agissait de contrefaçons qu'elle lavait elle-même à la main ».